# Alstonija
Alstonija (lat. Alstonia), biljni rod iz porodice zimzelenovki smješten u tribus Alstonieae. Pripada mu četrdesetak vrsta drveća i grmova na jugu Azije (od Pakistana do Kine), Australiji, tropskoj Africi i Srednjoj Americi
Rod je opisan 1810.

## Vrste
1. Alstonia actinophylla (A.Cunn.) K.Schum.
2. Alstonia angustifolia Wall. ex A.DC.
3. Alstonia angustiloba Miq.
4. Alstonia annamensis (Monach.) Sidiyasa
5. Alstonia balansae Guillaumin
6. Alstonia beatricis Sidiyasa
7. Alstonia boonei De Wild.
8. Alstonia boulindaensis Boiteau
9. Alstonia breviloba Sidiyasa
10. Alstonia congensis Engl.
11. Alstonia constricta F.Muell.
12. Alstonia coriacea Pancher ex S.Moore
13. Alstonia costata (G.Forst.) R.Br.
14. Alstonia curtisii King & Gamble
15. Alstonia deplanchei Van Heurck & Müll.Arg.
16. Alstonia guanxiensis D.Fang & X.X.Chen
17. Alstonia iwahigensis Elmer
18. Alstonia lanceolata Van Heurck & Müll.Arg.
19. Alstonia lanceolifera S.Moore
20. Alstonia legouixiae Van Heurck & Müll.Arg.
21. Alstonia lenormandii Van Heurck & Müll.Arg.
22. Alstonia longifolia (A.DC.) Pichon
23. Alstonia macrophylla Wall. ex G.Don
24. Alstonia mairei H.Lév.
25. Alstonia muelleriana Domin
26. Alstonia neriifolia D.Don
27. Alstonia odontophora Boiteau
28. Alstonia parkinsonii (M.Gangop. & Chakrab.) Lakra & Chakrab.
29. Alstonia parvifolia Merr.
30. Alstonia penangiana Sidiyasa
31. Alstonia pneumatophora Backer ex Den Berger
32. Alstonia quaternata Van Heurck & Müll.Arg.
33. Alstonia rostrata C.E.C.Fisch.
34. Alstonia rubiginosa Sidiyasa
35. Alstonia rupestris Kerr
36. Alstonia scholaris (L.) R.Br.
37. Alstonia sebusi (Van Heurck & Müll.Arg.) Monach.
38. Alstonia spatulata Blume
39. Alstonia spectabilis R.Br.
40. Alstonia sphaerocapitata Boiteau
41. Alstonia venenata R.Br.
42. Alstonia vieillardii Van Heurck & Müll.Arg.
43. Alstonia vietnamensis D.J.Middleton
44. Alstonia yunnanensis Diels

## Sinonimi
- Amblyocalyx Benth.
- Blaberopus A.DC.
- Pala Juss.
- Paladelpha Pichon
- Tonduzia Pittier
- Winchia A.DC.